# Coelogyne guamensis
Coelogyne guamensis är en orkidéart som beskrevs av Oakes Ames.
Coelogyne guamensis ingår i släktet Coelogyne och familjen orkidéer. Inga underarter finns listade i Catalogue of Life.